# 우월한 하루 (드라마)
《우월한 하루》는 2022년 3월 13일부터 2022년 5월 1일까지 방송된 일요 오리지널 드라마다. 동명의 원작을 토대로 하고있다.

## 기획의도
가장 보통의 남자가 납치된 딸을 구하기 위해 옆집에 사는 연쇄살인마를 죽여야 하는, 가장 우월한 자만이 살아남는 24시간 스릴러 드라마

## 제작진

### 제작
- 김종식
- 김창미

### 제작사
- ㈜아이윌미디어

### 연출
- 조남형 : tvN 수목 미니시리즈 《구미호뎐》 (공동연출) 등 연출

### 극본
- 이지현 : 영화 《소원택시》(각본), 영화 《설계》(각본), MBN 수요드라마 《연남동 539》(공동집필), SBS 금토드라마 《모범택시》(11회 ~ 16회 집필) 등 집필

## 등장인물

### 주요 인물
- 진구 : 이호철 역 - "딸이 납치됐다... 그놈 얼굴을 기억해내야만 한다!"

특별할 것도 없는 외모와 특별할 것도 없는 재주, 하지만 맡은 일엔 누구보다 열정적이다. 감수성이 풍부하고 정이 넘쳐, 남의 일까지 떠맡는 평범한 착한 남자. 딸 수아에 대한 애정은 타의추종을 불허하는, 딸바보. 그래서 누가 내 가족을 건드리면, 괴물도 뭣도 될 수 있는 가장.

어느 날, 호철의 눈 앞에서 딸 수아가 납치된다! 이어 걸려오는 납치범의 전화. "리치걸 살인마를 찾아 죽여, 24시간 안에!" 당황하는 것도 잠시, 호철은 정신을 차린다. 여기서 무너지면 안된다, 반드시 납치된 딸을 구해야만 한다!
- 하도권 : 배태진 역 - "드디어 살인마를 잡을 기회가 왔다, 이제 놈을 찾기만 하면 된다."

과거가 베일에 싸인 엘리트 살해 청부업자. 차갑고, 냉정하다. 타고난 머리가 좋다. 어떤 일을 벌이기 전에 반드시 계산하고 준비하는 계획형 인간. 본인이 정해놓은 룰에서 어긋나는 것은 절대 용납하지 않는다. 리치걸 살인마를 쫓던 태진은 놈을 잡을 절호의 기회를 얻는다. 귀휴를 받아 도착한 파리빌에서 태진은 호철을 만난다. 리치걸의 얼굴을 유일하게 목격한 사람이자, 태진이 설계한 계획의 모든 것, 이호철.

호철을 이용하면, 태진은 목표를 달성할 수 있다. 그래서 호철에게 명령한다. "리치걸 살인마를 찾아, 그렇지 않으면 가장 소중한 것을 잃게 될 테니."
- 이원근 : 권시우 역 (아역 : 기은유) - "오늘이 지나면, 우리 중 가장 우월한 놈만 살아남겠지?"

조각 같은 외모, 빚어 놓은 듯한 완벽한 몸. 세상에 없을 것 같이 순수하고, 맑은 눈빛과 몸에 베인 친절까지. 완벽한 비주얼, 완벽한 마인드의 소유자. 하지만 그의 정체는 자신의 살인행위에서 오는 우월함을 만끽하는 내추럴 본 살인마. 그런 시우에게 앞집 남자, 이호철이 끼어든다. 시우의 세 번째 살인을 목격했던 남자. 시우를 기억할 수 있는 유일한 남자.

하지만 호철은 시우를 기억하지 못한다. 보란 듯이 턱밑까지 다가가도 알아보지 못한다. 그래서 파리빌을 떠나기 전, 마지막 이벤트를 보여주고 싶었다. 그런데 갑자기 이호철이 시우의 주변을 맴돈다. 이벤트 재료에 문제가 생겼음을 직감했다. "나와 게임을 하자고? 받아주지...!"

### 이호철 주변인물
- 임화영 : 최정혜 역 - 가족에 대한 사랑과 직업적 윤리관 사이에서 끊임없이 고민한다, 사건을 파악하는 능력이 좋고, 증거를 통해 다음을 유추하는데 능력이 탁월하다. 2년 전, 호철이 살인사건의 현장을 목격하면서 모든 것들이 변하기 시작했다. 평범하고 행복했던 가정이 흔들리기 사작한 것이다. 그럼에도 가정을 지킨 것에 만족하며, 호철이 트라우마를 이겨낼 수 있도록 옆에서 도왔다. 모든 것이 조금씩 나아진다고 생각했을 때, 그놈이 다시 나타났다. 2년 전, 외면하면 될 것이라 믿었던 사건이 다시 수면 위로 올라오면서 깨닫는다. 덮는다고 해결되는 것은 없다. 이제 진짜 그 놈을 잡아야만 한다!
- 조유하 : 이수아 역 - 행복한 가정 속에서 사랑받는 예쁜 딸로 즐겁게 지내던 어느 날, 아빠의 사고 소식에 병원으로 달려간 수아는 본인 때문에 직업적 윤리를 내려놓은 엄마와 두려움에 똘똘 뭉쳐 안전에 집착하게 된 아빠의 모습을 본다. 그날부로 집안 분위기도 수아도 달라졌다. 말이 없어지고, 애교도 사라지고, 내뱉지 못하는 말들이 많아진 어느 날, 누군가에 의해 납치된다.
- 결휘 : 박정민 역 - 호철에 대한 맹목적 믿음이 있다, 호철이 도움을 필요로 할 때 언제든 나서서 도와주는 사람. 오랜 시간 트라우마로 고생 하며, 업무 복귀를 하지 못하고 있는 호철을 안타깝게 생각한다. 어느 날, 의문스러운 호철의 행동에 정민은 호철이 큰 일에 휘말린 것 같은 불안감이 들었지만 그래도 여전히 호철을 믿는다.

### 배태진 주변인물
- 양현민 : 주 실장 역 - 의뢰인과 킬러들의 다리 역할을 한다, 돈 되는 일엔 물불 가리지 않는다. 그러나 돈을 가져다 주는 태진의 앞에선 한없이 작아진다. 전형적인 강약약강 스타일이며, 일처리가 빠른 태진을 절대 놓치지 않으려 애쓰는 중이다.
- 나철 : 김민기 역 - 자신의 약점을 쥐고 있는 태진에게 절대복종하고 있다, 태진에게 받은 일을 하고 있지만, 계속해서 양심의 가책을 느끼는 중이다. 결국, 절체절명 위기의 순간에 민기는 사건을 다른 방향으로 이끈다.
- 조원준 : 박성철 역 - 태진의 귀휴를 감시하기 위해 파견된 교도관, 정해진 곳 이외에는 움직일 수 없는 태진을 이용해 다른 목적을 이루려 한다.

### 특수본
- 박민정 : 추선우 역 - 정혜의 동료이자 경찰대학교 동기, 이성적인 판단과 함께 동물적인 감각까지 갖고 있는 형사. 서주시 연쇄 살인사건이 발생하면서, 화진경찰서 특수본으로 파견된다. 서주시 연쇄 살인사건 진범의 정체에 가장 먼저 다가간다.
- 송영규 : 장윤태 역 - 특수본 반장, 냉철하고 이성적이다. 단 하나의 실수도 용납하지 않는다. 사건을 수사할수록 정혜 행동의 수상함을 가장 먼저 눈치챈다. 서주시 연쇄 살인사건을 종결시키려 애써보지만, 사건은 계속해서 미궁으로 빠진다.
- 조부경 : 김동우 역 - 정혜의 파트너, 정혜을 가장 믿고 의지한다.
- 이서준 : 오정원 역 - 추형사의 파트너, 추형사와 함께 서주시 연쇄살인사건의 결정적 단서를 잡아나간다.

### 그 외 인물
- 김도현 : 김동주 역 - 거칠고 험상궂은 외모, 무뚝뚝한 말투로 사람들의 오해를 사지만 따뜻하고 정 많은 다정한 사람, 의리를 중요하게 생각하고, 무섭고 힘든 일에도 먼저 나서서 해결하려는 타입. 파리빌 사설 경비원으로 일하게 되면서 만나게 된 동생 또래의 수아와 친구 이상의 가족 같은 우정을 나눈다.
- 류연석 : 조 기자 역 - 너튜브에서 개인 채널을 운영 중이다, 사람들의 관심을 이끌기 위해서 불법적인 방법으로 기사를 쓰고, 보도한다. 현재, '서주시 연쇄 살인사건'을 통해 돈을 벌려고 혈안이 되어 있다. 이미 언론윤리는 어긋난 지 오래. 오로지 돈을 위해, 대중의 관심을 위해 기사를 쓰는 기자.
- 장인호 : 최 실장 역 - 파리빌의 보안 실장
- 최형주 : 찬우 역 - 수아의 친구, 호철에게 사건 해결의 단서를 제공하는 인물.

## 시청률
최저 시청률과 최고 시청률은 시청률 조사회사와 지역별로 시청률에 차이가 있을 수 있습니다.
| 2022년 | 2022년   | 2022년         | 2022년       |
| 회차   | 방송일   | AGB 시청률     | AGB 시청률   |
| 회차   | 방송일   | 대한민국(전국) | 서울(수도권) |
| ------ | -------- | -------------- | ------------ |
| 제1회  | 3월 13일 | 1.0%           | N/A          |
| 제2회  | 3월 20일 | 1.2%           | N/A          |
| 제3회  | 3월 27일 | 0.9%           | N/A          |
| 제4회  | 4월 3일  | 0.8%           | N/A          |
| 제5회  | 4월 10일 | 1.0%           | N/A          |
| 제6회  | 4월 17일 | 0.9%           | N/A          |
| 제7회  | 4월 24일 | 0.8%           | N/A          |
| 제8회  | 5월 1일  | 0.9%           | N/A          |

## 같이 보기
- 대한민국의 텔레비전 드라마 목록 (ㅇ)
- 2022년 대한민국의 텔레비전 드라마 목록